# Rubén Capitanio
Rubén Omar Capitanio (* 6. Dezember 1947; Los Hornos, Argentinien) ist ein argentinischer katholischer Priester und Menschenrechtsaktivist.

## Leben
1972, während der Diktatur Alejandro Lanusses, war Capitanio Gefängnisseelsorger in Olmos. Nachdem er einige Wärter wegen Misshandlung von Häftlingen angezeigt hatte, musste er seine Arbeit im Gefängnis vorläufig aufgeben. Erst nachdem 1973 demokratische Wahlen stattfanden, konnte Capitanio wieder als Gefängnisseelsorger tätig werden. Während der argentinischen Militärdiktatur (ab 1976) hielt er in seiner Gemeinde in San Carlos de Berisso (Provinz Buenos Aires) während der Messe Fürbitten für die verschwundenen Regimegegner (Desaparecidos).
Am 4. August 1976 erhielt Capitanio einen Telefonanruf von Antonio José Plaza, dem der Diktatur nahestehenden Erzbischof von La Plata, der ihn warnte, er solle in dieser Nacht nicht in La Plata schlafen. Da auch bereits sein Vater für zwei Tage inhaftiert und gefoltert und sein Bruder unter Druck gesetzt worden waren, floh Capitanio am 7. August 1976 in die Diözese Neuquén, wo der in Menschenrechtsangelegenheiten engagierte Bischof Jaime de Nevares ihn schützte. Seitdem ist Capitanio in Neuquén als Priester tätig.

### Aufarbeitung der Militärdiktatur
2002 schrieb Capitanio einen offenen Brief an die argentinische Bischofskonferenz, in dem er der Kirchenhierarchie vorwarf, sich nur ungenügend von der Militärjunta distanziert zu haben. 2003 unterzeichnete er einen weiteren offenen Brief, der die Angehörigen der argentinischen Hierarchie aufforderte, über ihre Rolle in der Militärdiktatur zu sprechen. Das Schuldbekenntnis, dass die argentinische Kirche 2000 auf dem Nationalen Eucharistischen Kongress in Córdoba abgelegt hatte, bezeichnete Capitanio als nicht weitgehend genug.
2007 sagte Capitanio in La Plata als Zeuge im Prozess gegen den Priester und Polizeikaplan Christian von Wernich aus, der während der Diktatur an Morden, Folterungen und Entführungen beteiligt war. Capitanio hatte von Wernich 1970 im Priesterseminar in La Plata kennengelernt. Das Strafverfahren gegen von Wernich bezeichnete Capitanio als einen „Dienst an der Kirche“, der ihr helfe, „die Wahrheit zu suchen“.

### Weitere Tätigkeiten
Capitanio, der Mitglied des Encuentro Nacional de Curas en la Opción Preferencial por los Pobres (CurasOPP, eine Priesterbewegung, die sich im Sinne der Option für die Armen engagiert) ist, arbeitet in der Sozialpastoral des Bistums Neuquén, wo er sich u. a. für eine bessere Gesundheitsversorgung einsetzt. Neben der Aufarbeitung der Diktatur engagiert Capitanio sich auch für die Ahndung von Missbrauchsfällen in der katholischen Kirche und für einen Erlass der argentinischen Auslandsschulden.

## Zitat
„Die Kirche muss den Gekreuzigten zur Seite stehen, nicht den Kreuzigern.“